# Lanová tramvaj

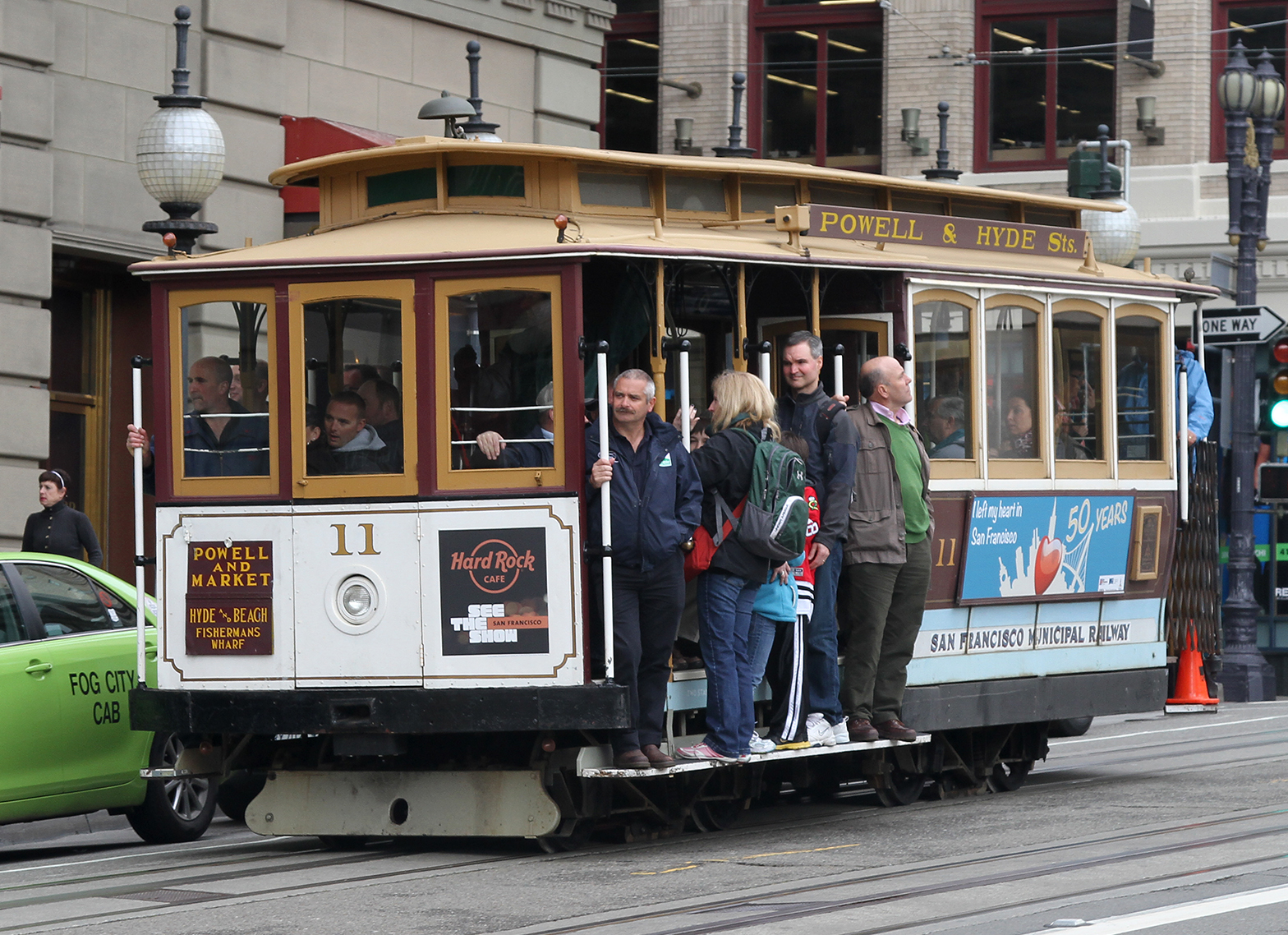
Lanová tramvaj linky Powell & Hyde v San Francisku

Lanová tramvaj (někdy též kabelová tramvaj) je druh veřejné tramvajové dopravy, jehož vozidla nejsou na rozdíl od tradičních systémů napájena elektřinou z trakčního vedení, ale jsou poháněna, tedy tažena, nepřetržitě se pohybujícím drátěným lanem běžícím konstantní rychlostí, které je ukryto pod povrchem vozovky. Jednotlivé vozy se podle potřeby zastavují a rozjíždějí uvolněním a uchopením tohoto lana. Tím se liší od pozemní lanové dráhy, jejíž vozidla jsou k lanu připevněna trvale. Unikátní systém tohoto druhu používá Sanfranciský systém lanových tramvají.

## Historie

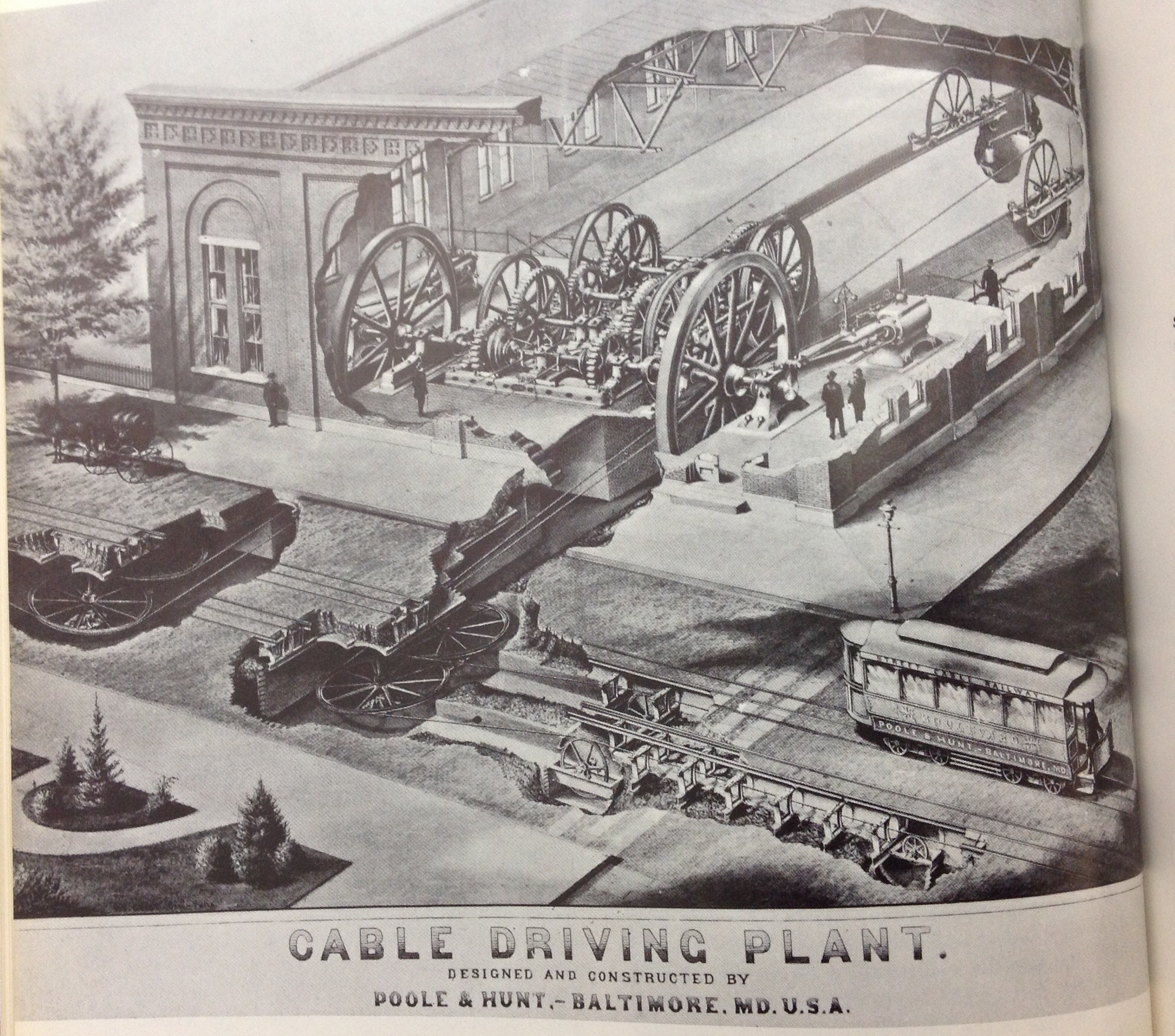
Strojovna lanové tramvaje navržená a zkonstruovaná strojírenskou společností Poole & Hunt z Baltimoru. Kresba P. F. Goist, kolem roku 1882. Zařízení je vybaveno dvěma ležatými jednoválcovými motory. Litografie ukazuje spíš hypotetický prototyp kabelové strojovny než nějaké skutečné zařízení.

První tramvajovou dráhou, která používala pohybující se drátěné lano, jež mohlo být zachyceno nebo uvolněno pomocí upínacího zařízení z vozidla, byla průmyslová železnice ve Fawdonu u Newcastlu v severovýchodní Anglii uvedená do provozu v roce 1826. Jako další zahájila v roce 1840 provoz dráha London and Blackwall, která přepravovala cestující ve východním Londýně. Lana, jež byla v té době dostupná, se však ukázala jako příliš náchylná k opotřebení, a proto byla po osmi letech dána přednost parní trakci.
V Americe byla pravděpodobně první lanovou trakcí v provozu a současně první nadzemní dráhou v New Yorku dráha West Side and Yonkers Patent Railway, jež byla v provozu mezi roky 1868 až 1870. Lana opatřená pouzdrem a vozy vybavené drapáky se ukázaly jako těžkopádné řešení, takže trať byla uzavřena a přestavěna pro provoz s parními lokomotivami. Roku 1869 předvedl P. G. T. Beauregard v New Orleansu lanovou tramvaj a získal na ni patent.
V roce 1873 byla v San Francisku poprvé testována lanová tramvaj na dráze v Clayově ulici (Clay Street Hill Railroad), která se později stala součástí sanfranciského systému lanových tramvají. Záchytné svěrací zařízení jejích vozidel se stalo vzorem pro další systémy lanové trakce. První takový systém mimo San Francisco byl uveden do provozu v novozélandském Dunedinu v roce 1881. K jeho vylepšením patřily tažný oblouk pro zajištění průjezdu vozů zatáčkami, jelikož zatáčky v Dunedinu byly příliš ostré, takže neumožňovaly průjezd setrvačností, a drážková brzda, jejíž mechanismus zatlačil do drážky pro tažné lano brzdný klín, jehož pomocí se vůz zastavil.
V Australském Melbourne fungoval v letech 1885 až 1940 systém lanových tramvají, který patřil k nejrozsáhlejším na světě. Jeho 15 tras měřilo 103 km a jezdilo po nich 1200 vozů a přívěsů.
Lanové tramvaje se rychle rozšířily do dalších měst. Jejich hlavní přitažlivost však překvapivě netkvěla ve schopnosti zvládnout záludnosti kopcovité krajiny, ale spíš ve skutečnosti, že jsou s to vytlačit z měst koněspřežné tramvaje (nebo vozy tažené mulami). Mnozí lidé totiž v té době považovali přepravu koňským spřežením za zbytečně krutou. Navíc skutečnost, že typický kůň může pracovat pouze čtyři až pět hodin denně, vyžadovala udržování velkých stájí pro tažná zvířata, která se musela krmit, obstarávat a léčit. Ekonomika tedy po určitou dobu pracovala ve prospěch lanových tramvají i v relativně plochých městech.
Chicagský systém lanových tramvají, který začal fungovat v roce 1882, se stal se největším a nejziskovějším systémem lanovek. Následujícího roku byla spuštěna newyorská New York and Brooklyn Bridge Railway. Jejím velice zvláštním rysem byla skutečnost, že přestože se jednalo o systém lanových tramvají, používala k dopravě vozů do a z terminálů parní lokomotivy. Po roce 1896 byly parní lokomotivy nahrazeny motorovými vozy, ale vozidla na trati byla nadále tažena lanem.

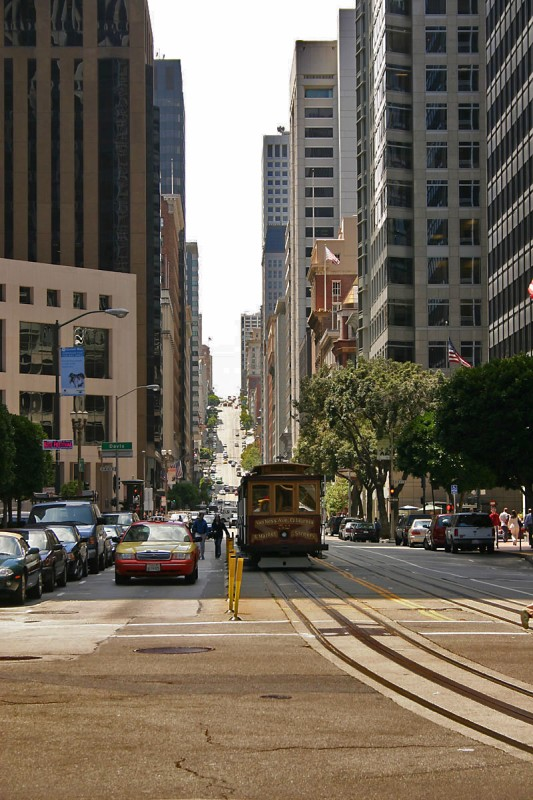
Tramvaj sanfranciského systému lanových tramvají ve finanční čtvrti města

Ve Velké Británii byla prvním funkčním systémem lanových tramvají londýnská dráha Highgate Hill Cable Tramway uvedená do provozu roku 1884, jež vedla na severu Londýna z oblasti Archway do oblasti Highgate. Roku 1909 ji nahradila elektrická trakce. První úspěšnou podzemní dráhou na světě se stala londýnská City and South London Railway, jež byla původně určena pro soupravy lanového systému, ale vzhledem k bankrotu dodavatele tažných lan během její výstavby byl místo lanové trakce zvolen systém trakce elektrické s využitím elektrických lokomotiv, což byla v té době experimentální technologie. City and South London Railway byla uvedena do provozu v roce 1890. Nejstarší lanovou podzemní dráhou a druhou nejstarší podzemní dráhou v Británii byla Glasgowská podzemní dráha uvedená do provozu roku 1896.
Ve Velké Británii, Portugalsku a ve Francii se sice dál budovaly další systémy lanových tramvají, ale po roce 1890 se všeobecně začaly prosazovat levnější a stavebně jednodušší dráhy obsluhované elektřinou poháněnými tramvajemi. Nějaký čas v některých městech, například v Chicagu, fungovaly hybridní lanové/elektrické systémy, nakonec však přežily pouze dva systémy ručně ovládaných lanových tramvají, a to v San Francisku, který funguje dodnes, a v novozélandském Dunedinu, jehož činnost však byla v roce 1957 ukončena.

### Nedávný vývoj
V posledních desetiletích 20. století a počátkem 21. století zaznamenala lanová trakce jisté oživení v podobě automatických osobních dopravníků, jež slouží zejména v turistických oblastech a na velkých letištích (například na Pearsonově mezinárodním letišti v Torontu či na Mezinárodním letišti v kalifornském Oaklandu), případně v rozsáhlých nemocničních centrech či v některých městských konglomeracích. Řada z těchto systémů používá vozidla trvale připojená k lanu. Systém Minimetro od společnosti Poma/Leitner a systém Cable Liner společnosti Doppelmayr mají varianty, jež umožňují počítačem řízené automatické odpojení vozidel od lana, pročež je lze považovat za moderní druh lanové tramvaje.

## Provoz

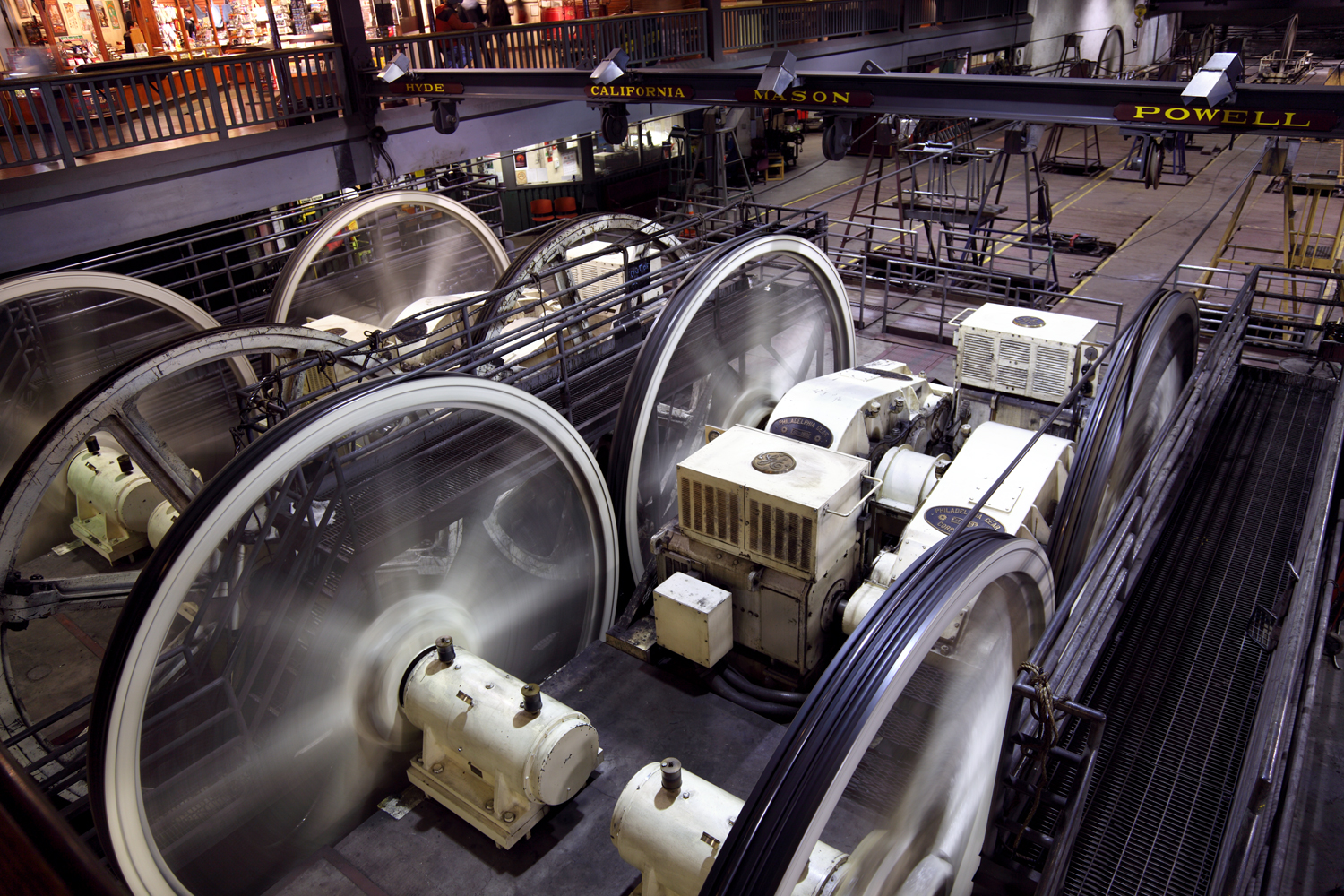
Strojovna sanfranciského systému lanových tramvají

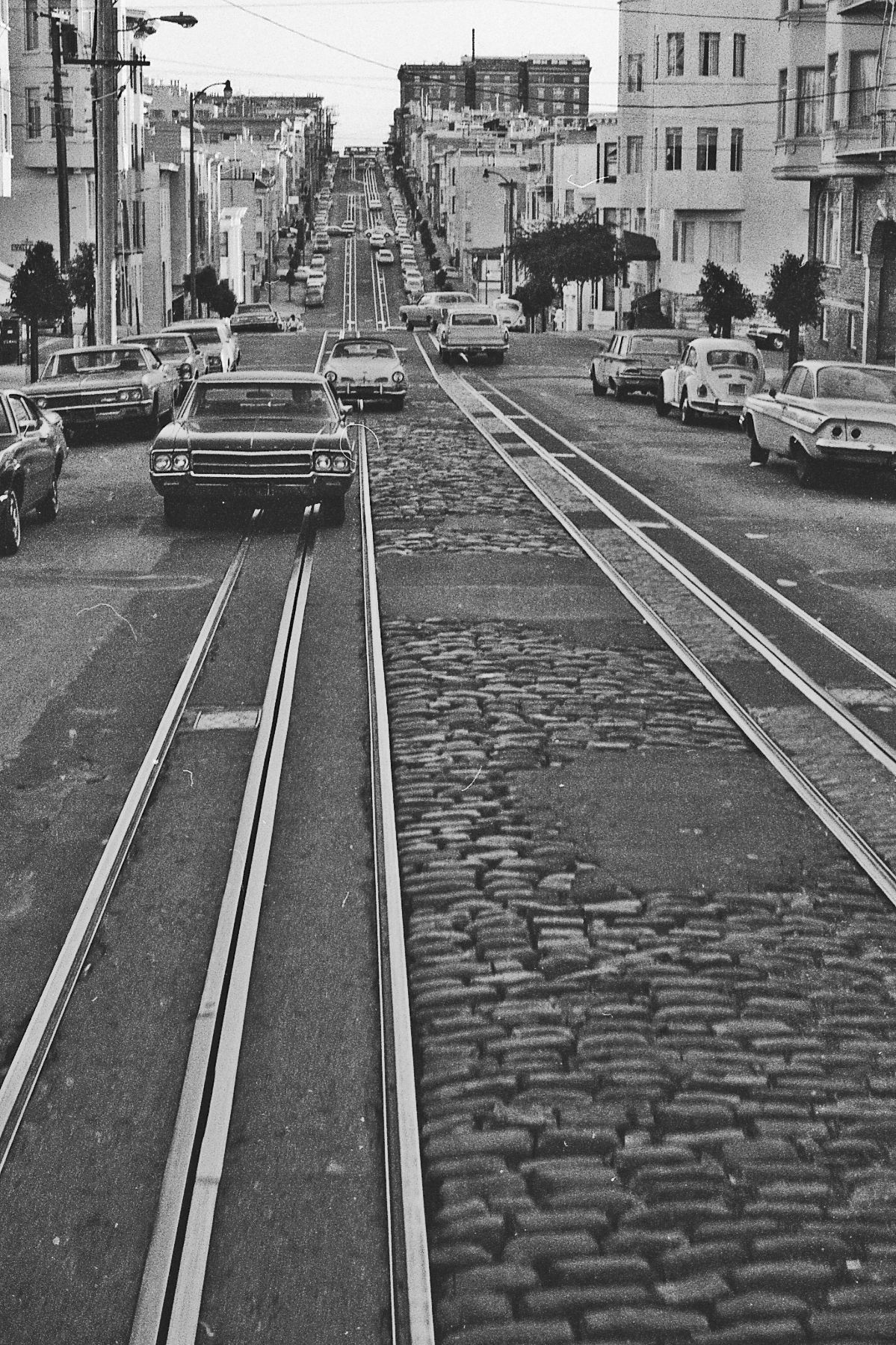
Drážka pro lano prochází vprostřed mezi kolejnicemi a umožňuje jeho uchopení.

Tažné lano uvádí do pohybu stabilní motor či jiné podobné zařízení umístěné ve strojovně. Rychlost, jíž se lano pohybuje, je relativně stálá, závisí na počtu vozidel, které jsou k tažnému lanu v daném okamžiku připojeny. Vozidlo se začne pohybovat, když svěrací zařízení neboli unášedlo připevněné ke kabině „uchopí“ pohybující se tažné lano. Při uvolnění sevření lana (s jeho úplným odpojením nebo bez něj) a aktivací brzd se vozidlo zastaví. Toto uchopení a uvolnění tažného lana může být manuální, jako tomu bylo u všech starších systémů lanových tramvají, nebo automatické, jako je tomu u některých moderních lanových systémů osobních dopravníků. Zachycení tažného lana musí být provedeno takovým způsobem, aby se zabránilo jakémukoli trhání a cukání vozidla při rozjezdu, které by mohlo ohrozit cestující.
Svěrací zařízení (unášedlo) manuálních systémů připomíná mohutné kleště a k ovládání vozidla je zapotřebí značná síla a zručnost. Nemálo prvních provozovatelů lanových tramvají se na vlastní kůži přesvědčilo, že pokud není unášedlo správně zachyceno, může dojít k poškození tažného lana, nebo ještě hůře k zamotání se do něj. V druhém případě nemusí být tramvaj schopna zastavit a může na své trase způsobit zmatek, dokud si ve strojovně neuvědomí, co se děje, a tažné lano nezastaví.
Jednou ze zřejmých výhod lanové tramvaje je její relativní energetická účinnost. To je dáno centrálním umístěním strojoven a schopností tramvají jedoucích z kopce předávat energii vozidlům vyjíždějícím do kopce. Tuto výhodu však zcela ruší relativně velká spotřeba energie nutná k prostému pohybu lana nad a pod četnými vodicími válečky a kolem mnoha kladek. Zhruba 95 % tažné síly v sanfranciském systému lanových tramvají se vynakládá na prostý pohyb čtyř tažných lan rychlostí 15,3 km/h. Vozidla elektrické trakce s rekuperačním brzděním nabízejí výhody bez problémů vyvolaných pohybem tažného lana. V případě drah se strmými svahy má však lanová trakce hlavní výhodu v tom, že není závislá na adhezi mezi koly a kolejnicemi. Její další výhodou je skutečnost, že je-li vozidlo pevně přichyceno k tažnému lanu, omezí se tím rovněž jeho rychlost při jízdě z kopce na rychlost tažného lana.
Vzhledem ke stálé a relativně nízké rychlosti lanových tramvají existuje jisté nebezpečí podcenění potenciálu jejich vozidel způsobit při nehodě větší újmu. Přestože se bude tramvaj pohybovat rychlostí pouhých 14 km/h, její hmotnost spolu se silou a rychlostí pohybu tažného lana mohou při kolizi způsobit rozsáhlé škody.

## Seznam systémů lanových tramvají

### Města, kde v současnosti jezdí lanové tramvaje

#### Tradiční systémy lanových tramvají
Jediným známým tradičním systémem lanových tramvají, který funguje v současnosti, je sanfranciský systém lanových tramvají. Lanové tramvaje v San Francisku představují nejstarší a největší takový systém v trvalém provozu a současně jeden z mála, jež stále fungují tradičním způsobem, s ručně ovládanými vozidly, která jezdí v běžném pouličním provozu. Dalšími příklady pouličních lanových systémů jsou tramvaj na mysu Great Orme v Llandudnu v severním Walesu a v portugalském Lisabonu. V obou případech se však jedná o pozemní lanové dráhy.

#### Moderní systémy
V několika městech fungují moderní verze systému lanových tramvají. Tyto plně automatizované systémy mají vyhrazené právo přednosti v jízdě a běžně se označují jako osobní dopravníky, ačkoli tento termín bývá rovněž používán i pro systémy s jinými druhy pohonu včetně systémů lanových drah.
Patří sem tato města:
- Oakland, Kalifornie, USA – spojovací systém Oakland Airport Connector mezi Oaklandským letištěm a systémem BART
- Perugia, Umbrie, Itálie – perugijské Minimetro
- Šanghaj, Čína ─ vyhlídkový tunel Bund neboli osobní dopravník spojující nábřeží Bund (Waj-tchan) s obvodem Pchu-tung.
- Caracas, Venezuela – osobní dopravník Cabletren Bolivariano
- Curych, Švýcarsko – podzemní osobní dopravník Skymetro spojující letištní brány A, B, C a D s bránou E na curyšském letišti

### Města, kde dříve jezdily lanové tramvaje

#### Austrálie

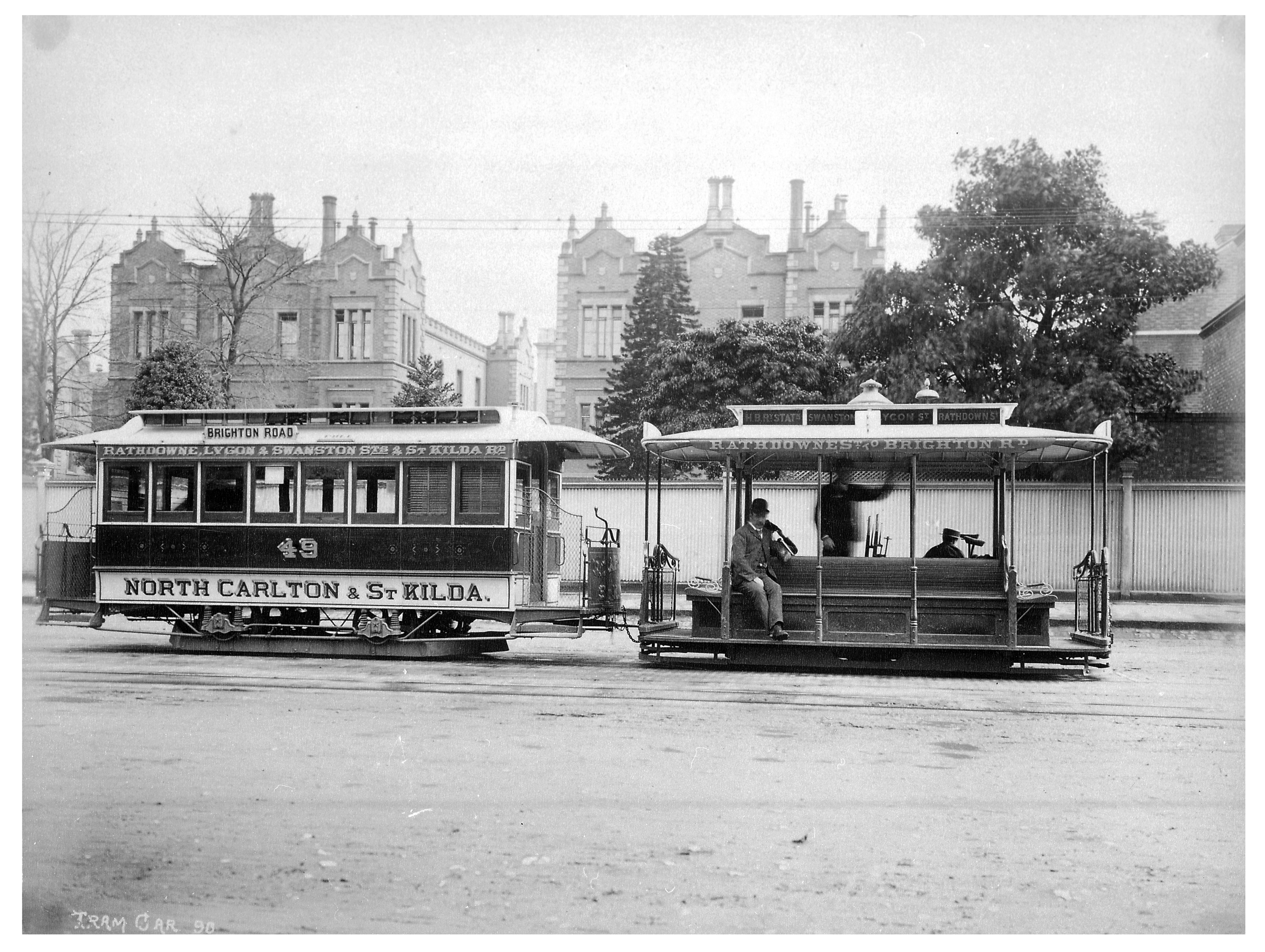
Lanová tramvaj v Melbourne v roce 1905

- Melbourne (1885–1940)
- Sydney (1886–1905)

#### Francie
- Laon – Poma 2000 (1988–2016)[16]
- Paříž – Tramvajová lanovka v Belleville (1873–1935)

#### Libanon
- Bejrút (konec 80. let 19. stol. až do zničení během libanonské občanské války)

#### Nový Zéland
- Dunedin (1881–1957)
- Wellington (1902–1979)

#### Filipíny
- Manila (počátek 20. stol.–30. léta 20. stol.)

#### Portugalsko
- Lisabon (počátkem 20. stol. nahradila lanové tramvaje elektrická trakce)

#### Spojené království
- Birmingham (1888–1911) poté nahrazena elektrickou trakcí
- Edinburgh (1899–1923) poté nahrazena elektrickou trakcí
- Glasgow – Glasgowská podzemní dráha (1896–1935) poté přechod na elektrickou trakci
- Hastings
- Liverpool (pokus 1883)
- Londýn (1884–1909); Highgate Hill Cable Tramway (Highgateská lanová tramvaj) spojující městské části Archway a Highgate byla první plně provozní lanová tramvaj v Evropě.
- Matlock v Derbyshire (1893–1927)
- Douglas, ostrov Man (1896–1929)

#### Spojené státy
- Baltimore (1890–1897)

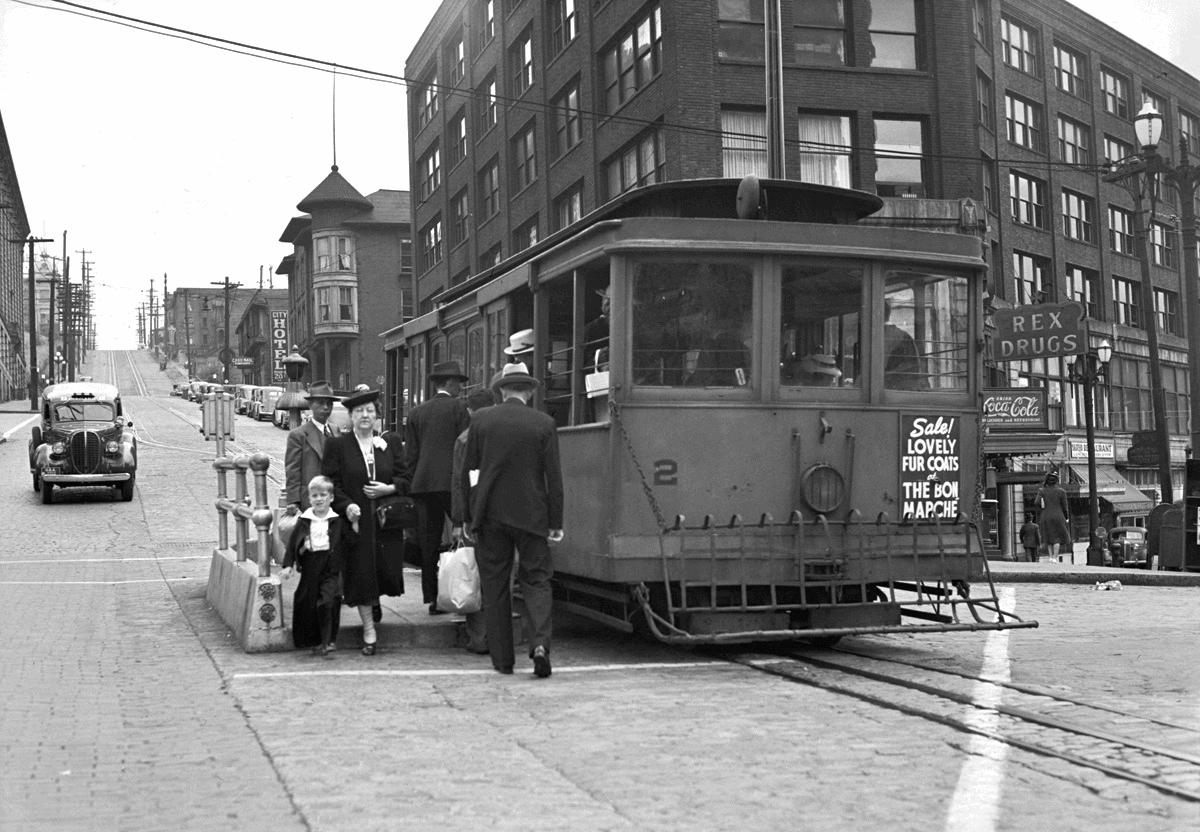
Lanová tramvaj v Seattlu v roce 1940

- Binghamton, stát New York (pokus 1885)
- Brooklyn, New York (tři trasy, mezi roky 1895–1950)
- Butte, stát Montana (1889–1897)
- Chicago (tři trasy, mezi roky 1882–1906)
- Cincinnati
- Cleveland
- Denver (1886–1900)
- Grand Rapids, stát Michigan
- Hoboken, stát New Jersey (1886–1892)
- Kansas City, stát Missouri (1885–1913)
- Los Angeles (tři trasy, mezi roky 1885–1902)
- New York (celkem osm tras, mezi roky 1868–1908)
- Newark, stát New Jersey (1888–1889)
- Oakland, stát Kalifornie (dvě trasy, mezi roky 1886–1899)
- Omaha, stát Nebraska
- Filadelfie
- Pittsburgh
- Portland, stát Oregon (1890–1904)
- Providence, stát Rhode Island (1888–1895)
- St. Louis, stát Missouri
- Saint Paul, stát Minnesota
- San Diego (1890–1892)
- Seattle (1888–1940)
- Sioux City, stát Iowa
- Spokane, stát Washington (1899–1936)
- Tacoma, stát Washington (1891–1938)
- Tulsa, stát Oklahoma
- Washington, D.C. (1890–1899)
- Wichita, stát Kansas